# Bánh mì cay
Bánh mì cay hay bánh mì que là một loại bánh mì có xuất xứ từ Hải Phòng. Sở dĩ có hậu tố "que" vì bánh to chỉ hơn đốt ngón tay và dài hơn một gang tay. Vì có hình dáng và hương vị đặc biệt nên loại bánh này đã trở nên nổi tiếng ở vùng đất mà chúng ra đời. Hơn nữa, cộng với giá thành bình dân, món này đã trở thành loại đồ ăn khoái khẩu của nhiều lứa tuổi và tầng lớp khác nhau, đặc biệt phổ biến trong giới học sinh và sinh viên, nhất là ở khu vực nội thành. Ngày nay, món ăn đã lan ra nhiều vùng trên khắp đất nước Việt Nam và nhận được sự đón nhận nồng nhiệt của nhiều người.
Pa-tê gan lợn chế biến theo phong cách (công thức) ẩm thực Hải Phòng được nhiều người ở các tỉnh thành khác biết tới và đánh giá cao về chất lượng (bao gồm cả thành phần chế biến và mùi vị) so với không ít công thức chế biến pa-tê gan lợn địa phương khác tại Việt Nam.
Loại tương ớt kiểu Hải Phòng (chí chương) ăn kèm bánh mì nói chung có vị cay mạnh hơn và mùi đậm hơn phần lớn các loại tương ớt đóng chai công nghiệp trên thị trường và nó cũng thích hợp hơn các loại tương ớt công nghiệp khi ăn với nhiều món đặc trưng của Hải Phòng.

## Tên gọi
Tên gọi bánh mì cay bắt nguồn từ vị của loại tương ớt đặc biệt ăn kèm với nhân bánh, gọi là chí chương (hoặc chíu trương). Sở dĩ có tên đó là vì những người gốc Hoa sống ở Hải Phòng quen gọi như vậy. Ngoài ra, do bánh to chỉ hơn đốt ngón tay và dài hơn một gang tay nên còn gọi là bánh mì que.

## Lịch sử
Phong trào bán bánh mì cay ở Hải Phòng đã nhen nhóm từ những năm 1980, được cho là xuất phát từ một quán nhỏ trong ngõ Khánh Lạp, gần phường Hàng Kênh. Lúc đó, do tình trạng khan hiếm nguyên liệu cộng với mong muốn tạo ra một món ăn ngon, giàu dinh dưỡng, nên một người thợ vô danh đã tạo ra những chiếc bánh mì với nhân duy nhất là một lát patê lẫn mỡ. Loại bánh này nhanh chóng được đón nhận trong tầng lớp lao động vì hương vị ngon, dễ ăn, đáp ứng được nhu cầu ăn nhanh và đặc biệt là có giá thành rất rẻ. Trải qua hàng chục năm trời, bánh đã được bán phổ biến khắp các ngõ phố Hải Phòng rồi lan rộng ra nhiều địa phương khác.

## Chế biến

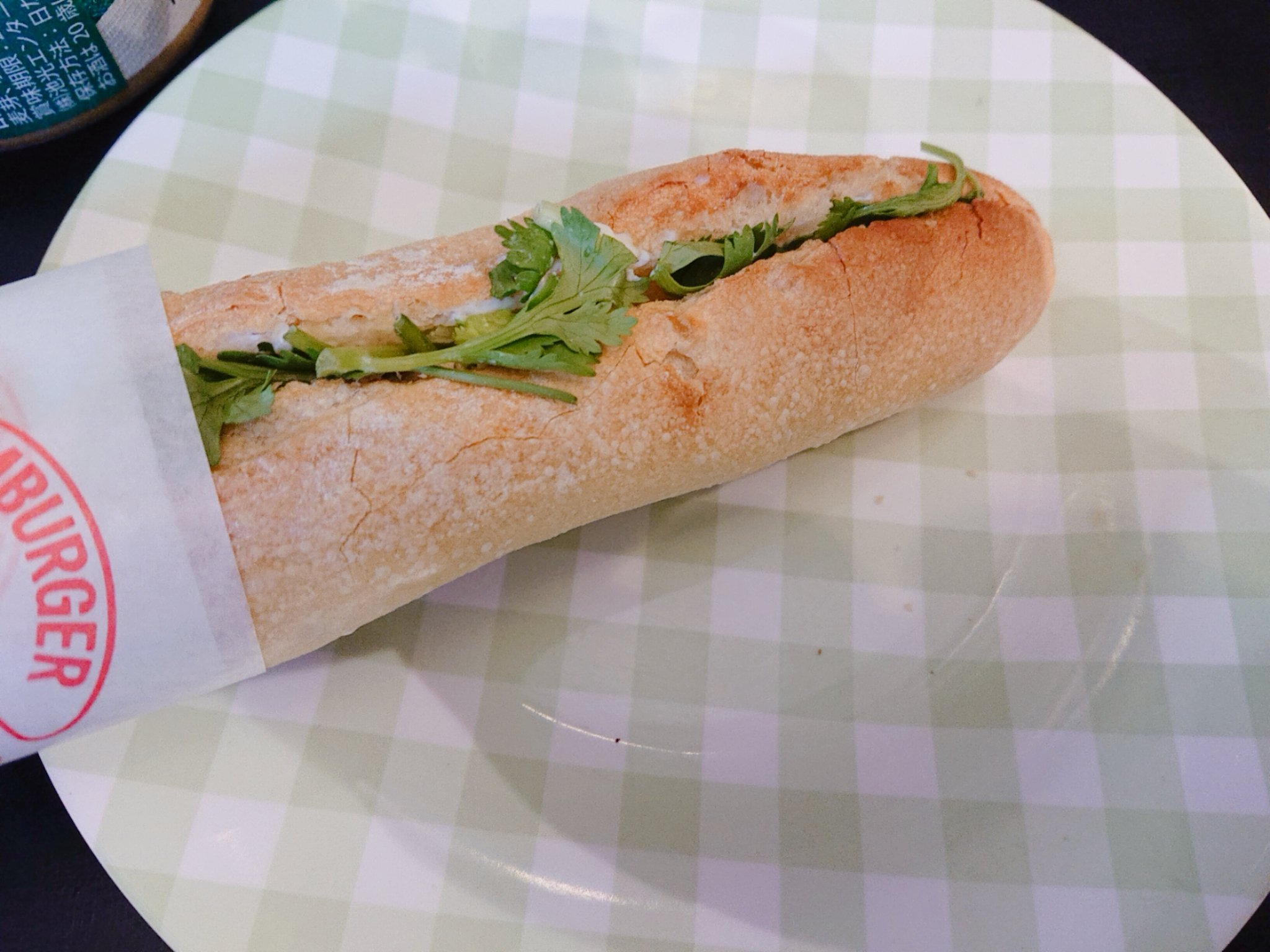
Một cái bánh mì cay ở Nhật Bản

Trải qua thời gian, kỹ thuật nướng bánh và trộn patê vẫn không hề thay đổi. Vỏ bánh mì được nướng rất giòn và khô, hầu như không có ruột. Đồng thời, nguyên liệu làm bánh cũng rất đơn giản, chỉ có bột mì, muối và bột nở, nhưng để làm ra chiếc bánh vừa đủ độ cứng, xốp mềm thì đòi hỏi nhiều sự khéo léo, chính xác của người làm bánh, biết trộn bột theo tỉ lệ vừa phải, lật bánh nhanh tay, khi vừa tới tầm nở, tầm vàng là phải mang ra khỏi lò để đảm bảo bánh không cháy quá mà cứng quắt lại. Bánh ngon nhất khi được hơ qua lửa cho nóng giòn.
Bánh mì cay sử dụng loại nhân duy nhất là patê. Patê được làm từ gan lợn, mỡ phần cùng thịt nạc, có thể cho thêm ít tiêu muối để vừa miệng. Tất cả nguyên liệu trên đều phải thật tươi sống. Sau khi sơ chế, các nguyên liệu được xay nhuyễn rồi hấp cách thủy trong khoảng 6 tiếng. Khối patê đạt chuẩn khi cắt ra có độ mềm dẻo nhất định, độ béo vừa phải, đậm đà, tròn vị và có mùi thơm đặc trưng.
Thành phần được cho là quyết định đến độ ngon của món ăn chính là chí chương. Loại tương ớt này được làm từ ớt, cà chua tươi bỏ hạt, tỏi băm nhuyễn, nêm thêm chút muối rồi trải qua quá trình lên men gia giảm theo công thức gia truyền. Món chí trương loãng hơn hầu hết các loại tương khác nhưng hương vị cay nồng thì rõ hơn nhiều, thích hợp để hòa vào vị bánh mì và patê.

## Phục vụ
Khác với nhiều loại bánh mì khác, bánh mì cay chỉ to hơn đốt ngón tay và dài hơn một gang tay, tầm 20 cm, nhỏ chỉ độ 1/3 hoặc 1/5 so với chiếc bánh mì bình thường.
Khi có khách mua, người bán hàng sẽ xẻ dọc chiếc bánh mì, quết vào ruột bánh một lớp patê, một chút mỡ rồi cho vào lò nướng để bánh đạt độ giòn, đồng thời lớp mỡ tan ra và hòa quyện vào patê. Món ăn này có thể để lâu trong tủ lạnh, khi ăn lấy ra cho vào lò vi ba hoặc áp chảo đến khi vỏ bánh giòn, có mùi thơm là dùng được. Loại bánh mì que chuẩn thường ăn kèm với patê gan và rau thơm thái nhỏ, đặc biệt không thể thiếu tương ớt chí chương. Giá cả của món ăn này rất rẻ, chỉ khoảng vài nghìn một chiếc nên thực khách có thể mua cả chục chiếc cùng lúc. Ngoài ra, để tăng thêm độ ngon của món ăn, người ta thường hay thưởng thức chúng cùng với chè thái.
Đôi lúc, ở các vùng bên ngoài Hải Phòng, bánh mỳ cay thường được biến tấu bằng cách cho thêm rau mùi, hành tây, ruốc vào nhân bánh và tăng giá lên thành ba, bốn nghìn đồng một chiếc. Tuy nhiên, những biến tấu này đa phần đều thất bại, đến nỗi sau một thời gian các chủ hiệu phải đổi tên món ăn của mình thành bánh mỳ que.